# كارل كيد
كارل كيد (بالإنجليزية: Carl Kidd)‏ هو لاعب كرة القدم الكندية أمريكي، ولد في 14 يونيو 1973 في ليتل روك في الولايات المتحدة.

## وصلات خارجية
- كارل كيد على موقع مرجع كرة القدم المحترفة.كوم (الإنجليزية)